# Molenbeek-Ter Erpenbeek
Der Molenbeek-Ter Erpenbeek (im Volksmund als Molenbeek bekannt) ist ein Bach in der belgischen Provinz Ostflandern in der Denderstreek. Der Strom hat eine Länge von etwa 25 km. Die Quelle von der Molenbeek ist in Godveerdegem und die Mündung in Hofstade in die Dender. Nicht zu verwechseln mit der Molenbeek, der auch durch Erpe-Mere (und Herzele) fließt.

## Einzugsgebiet
Das Einzugsgebiet von der Molenbeek befindet sich in der Provinz Ostflandern und erstreckt sich in die Gemeinden Zottegem (Godveerdegem, Erwetegem, Grotenberge), Herzele (Herzele, Sint-Lievens-Esse, Woubrechtegem, Ressegem), Haaltert (Heldergem, Kerksken, Haaltert), Erpe-Mere (Aaigem, Mere, Erpe) und Aalst (Aalst, Hofstade).
Der Molenbeek ist ein Teil des Einzugsgebiets Molenbeek Erpe-Mere. Das Einzugsgebiet Molenbeek Erpe-Mere ist ein Teil des Einzugsgebiets Dender. Das Einzugsgebiet von der Molenbeek hat eine Fläche von etwa 5474. Der Molenbeek mündet in Hofstade im Dender.
Von der Quelle in Godveerdegem bis zur Mündung in Hofstade hat der Molenbeek die folgenden Zuflüsse: Plankebeek, Meilegembeek, De Burg, 's Heerendijkbeek, Grep, Holbeek, Steenbeek und Zijpbeek.

## Mühlen und Wasserturm
- Durch die geographische Situation bedingt, gibt es acht Wassermühlen in Erpe-Mere an die Molenbeek, sechs von ihnen sind zudem gesetzlich geschützt (Denkmalschutz). Eine nicht geschützte Mühle wurde in ein Haus umgebaut.
- Auf dem Koudenberg, einem der höchsten Hügel der Gemeinde, befindet sich auch eine Windmühle. Sie wurde 2006 wieder auf ihrem Sockel montiert, nachdem sie 2004 durch ein Atelier in Roeselare restauriert wurde. Die Kruiskoutermolen wurde 2006 vollständig restauriert und ist funktionsbereit. Sie kann nach Terminabsprache mit dem touristischen Dienst besucht werden. Die Mühle steht unter Denkmalschutz.
- Er ist auch ein Wasserturm in das Einzugsgebiet von der Molenbeek.

| Ort    | Name(n)                                             | Anschrift           | Typ                                 | Schützt | Info                                                                                      |
| ------ | --------------------------------------------------- | ------------------- | ----------------------------------- | ------- | ----------------------------------------------------------------------------------------- |
| Aaigem | Engelsmolen Molen te Dalhem Molen te Dalme          | Engelsmolen 1       | Oberschlächtige Wassermühle         | Ja      | Früher Kornmühle, Ölmühle und Flachsschwingmühle Später allein Kornmühle                  |
| Aaigem | Ratmolen Waterrat                                   | Ratmolenstraat 42   | Oberschlächtige Wassermühle         | Ja      | Früher Kornmühle und Ölmühle Später allein Kornmühle                                      |
| Aaigem | Zwingelmolen                                        | Aaigembergstraat 10 | Oberschlächtige Wassermühle         | Nein    | Früher Flachsschwingmühle Später Zichorienmühle Wasserrad entfernt Renoviert wie Wohnhaus |
| Erpe   | Cottemmolen                                         | Molenstraat 36      | Oberschlächtige Wassermühle         | Ja      | Früher Kornmühle und Ölmühle Später allein Kornmühle                                      |
| Erpe   | Van Der Biestmolen                                  | Dorpsstraat 3       | Oberschlächtige Wassermühle         | Nein    | Kornmühle                                                                                 |
| Mere   | De Graevesmolen                                     | Bosstraat 25        | Oberschlächtige Wassermühle         | Ja      | Kornmühle und Ölmühle                                                                     |
| Mere   | Gotegemmolen                                        | Gotegemstraat 1     | Oberschlächtige Wassermühle         | Ja      | Kornmühle                                                                                 |
| Mere   | Kruiskoutermolen Jezuïtenmolen Molen Van Der Haegen | Schoolstraat        | Bockwindmühle mit offenem Bockstuhl | Ja      | Kornmühle                                                                                 |
| Mere   | Molen te Broeck 't Hof Schuurke                     | Wilgendries 6       | Oberschlächtige Wassermühle         | Ja      | Kornmühle                                                                                 |

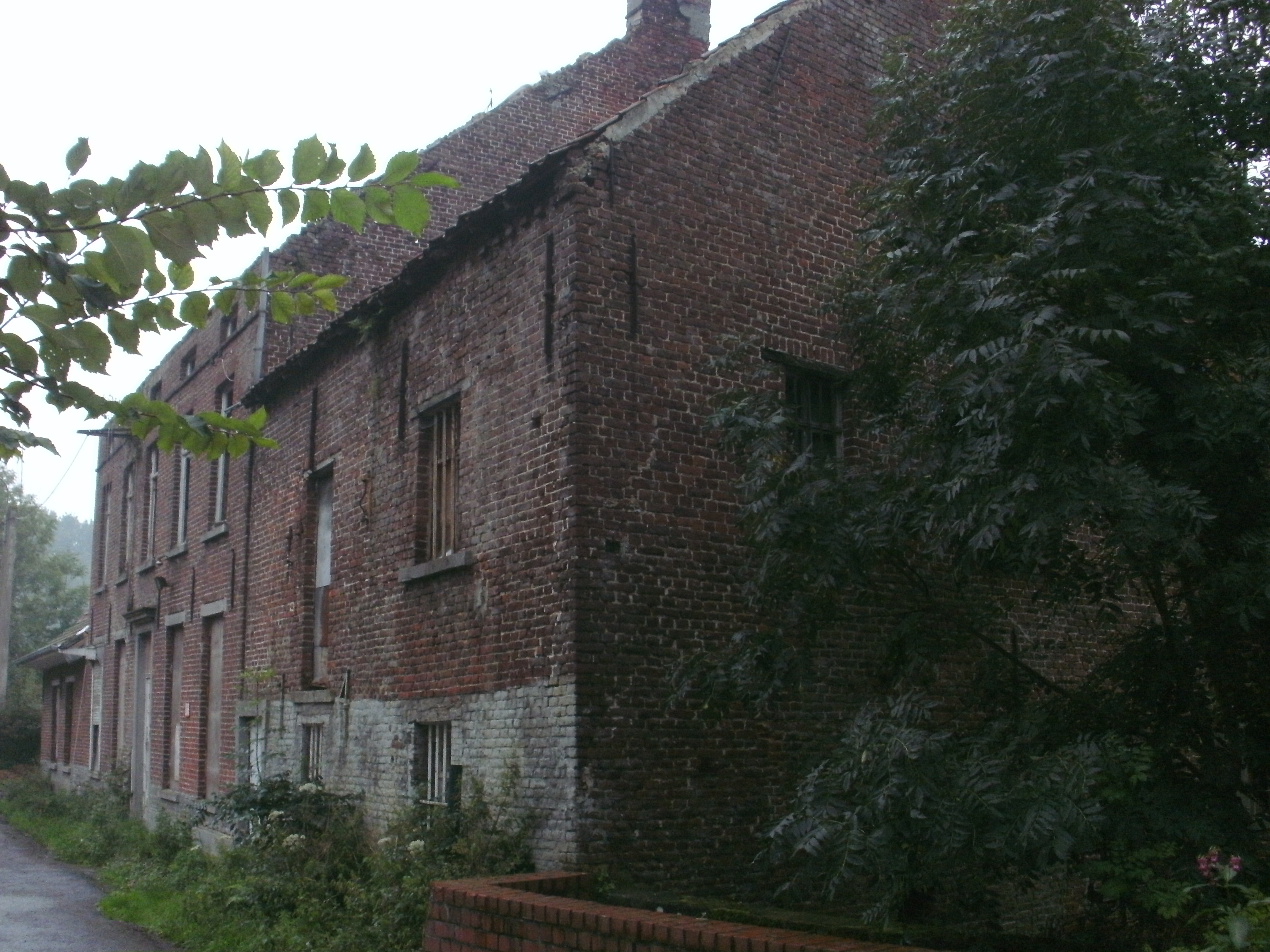
Engelsmolen in Aaigem
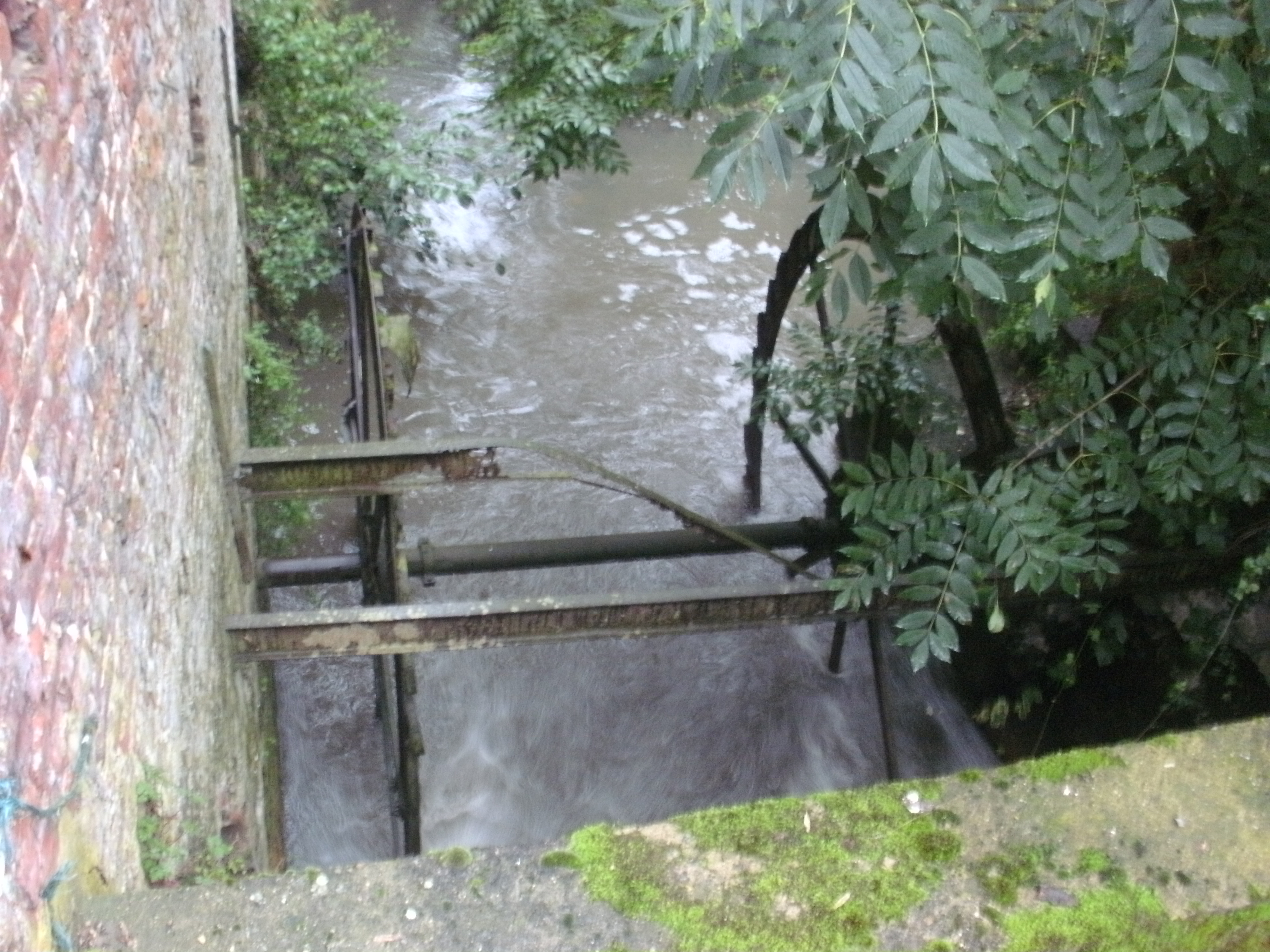
Wasserrad der Engelsmolen in Aaigem
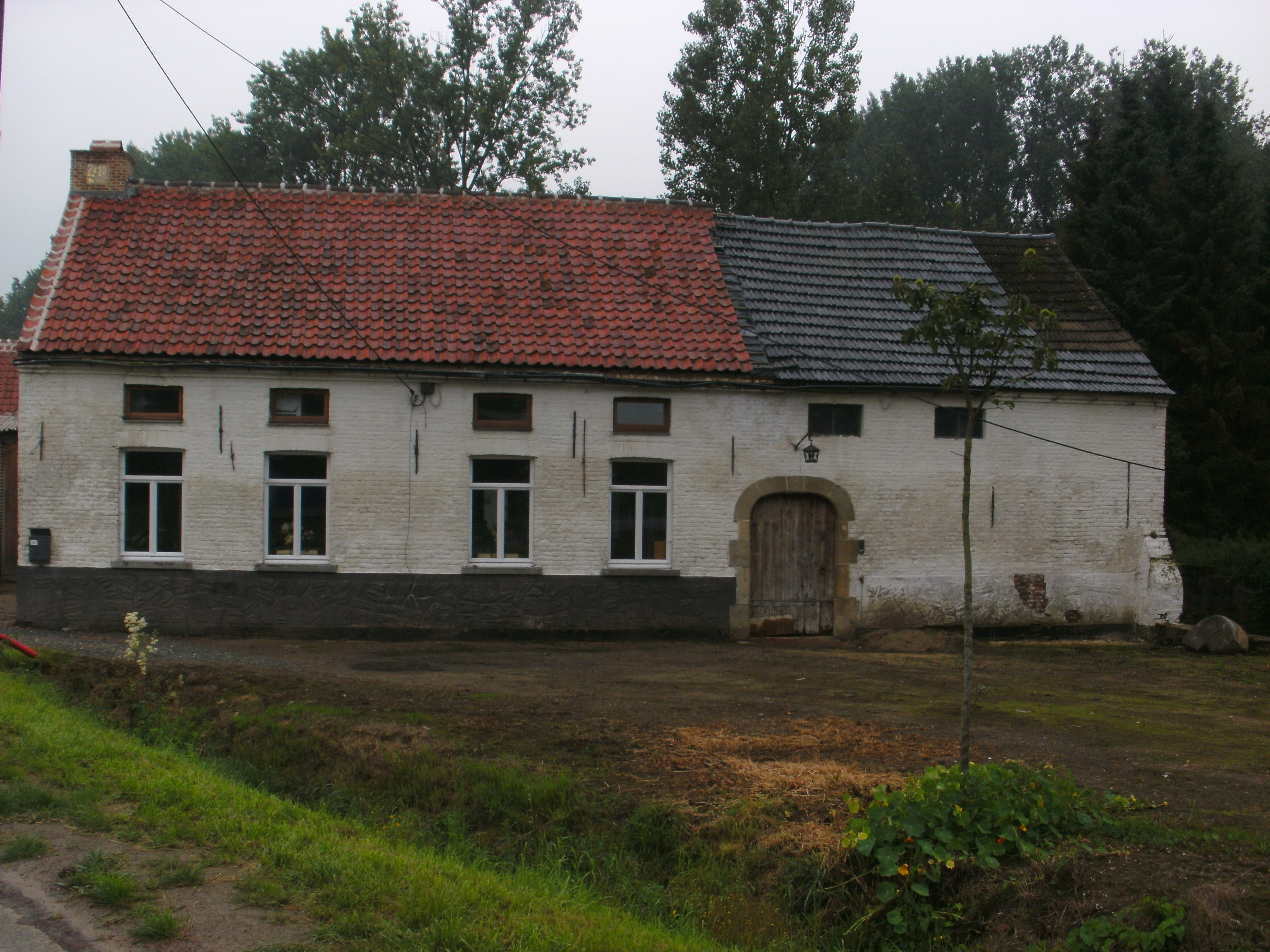
Ratmolen in Aaigem
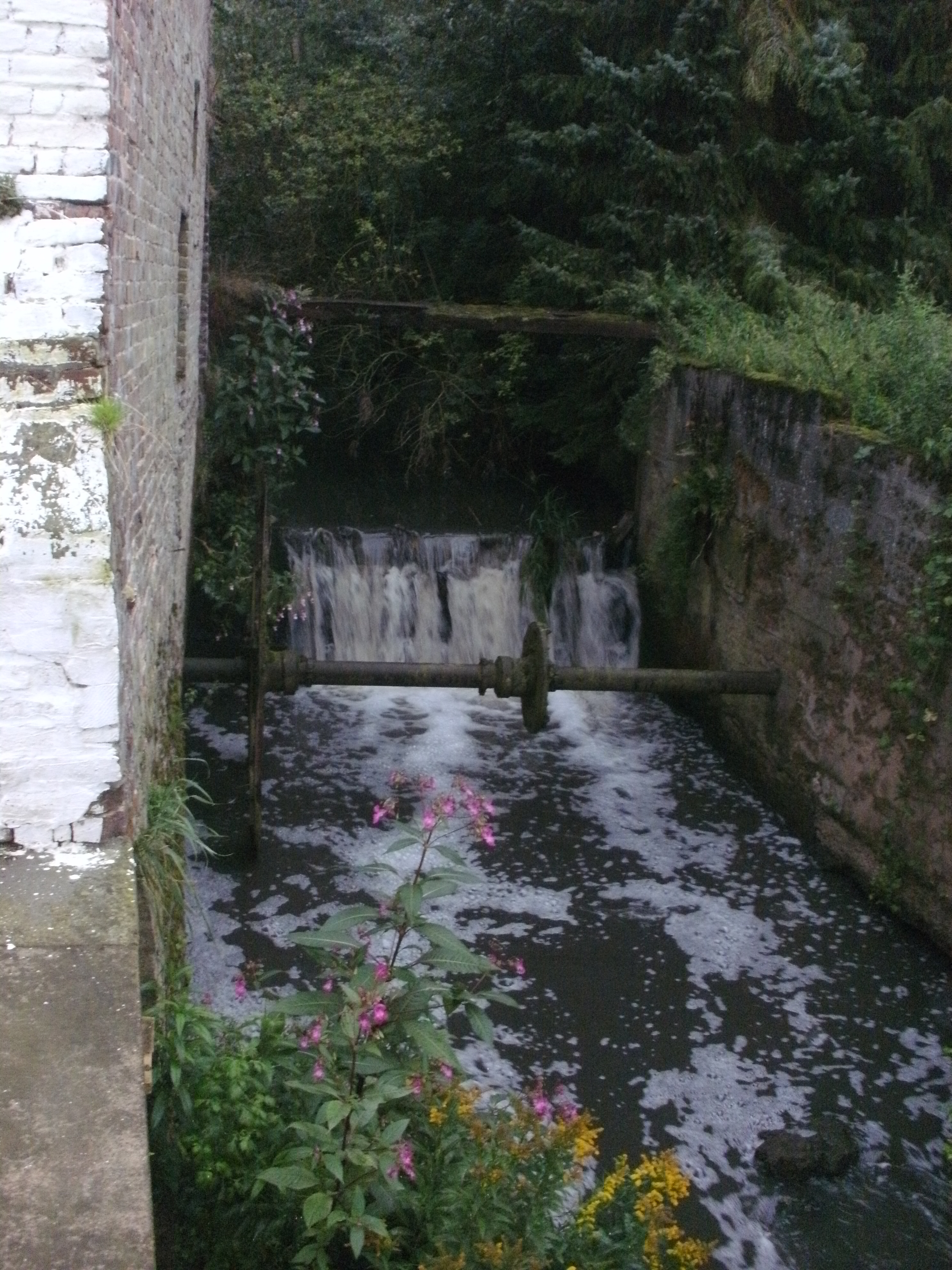
Wasserrad der Ratmolen in Aaigem
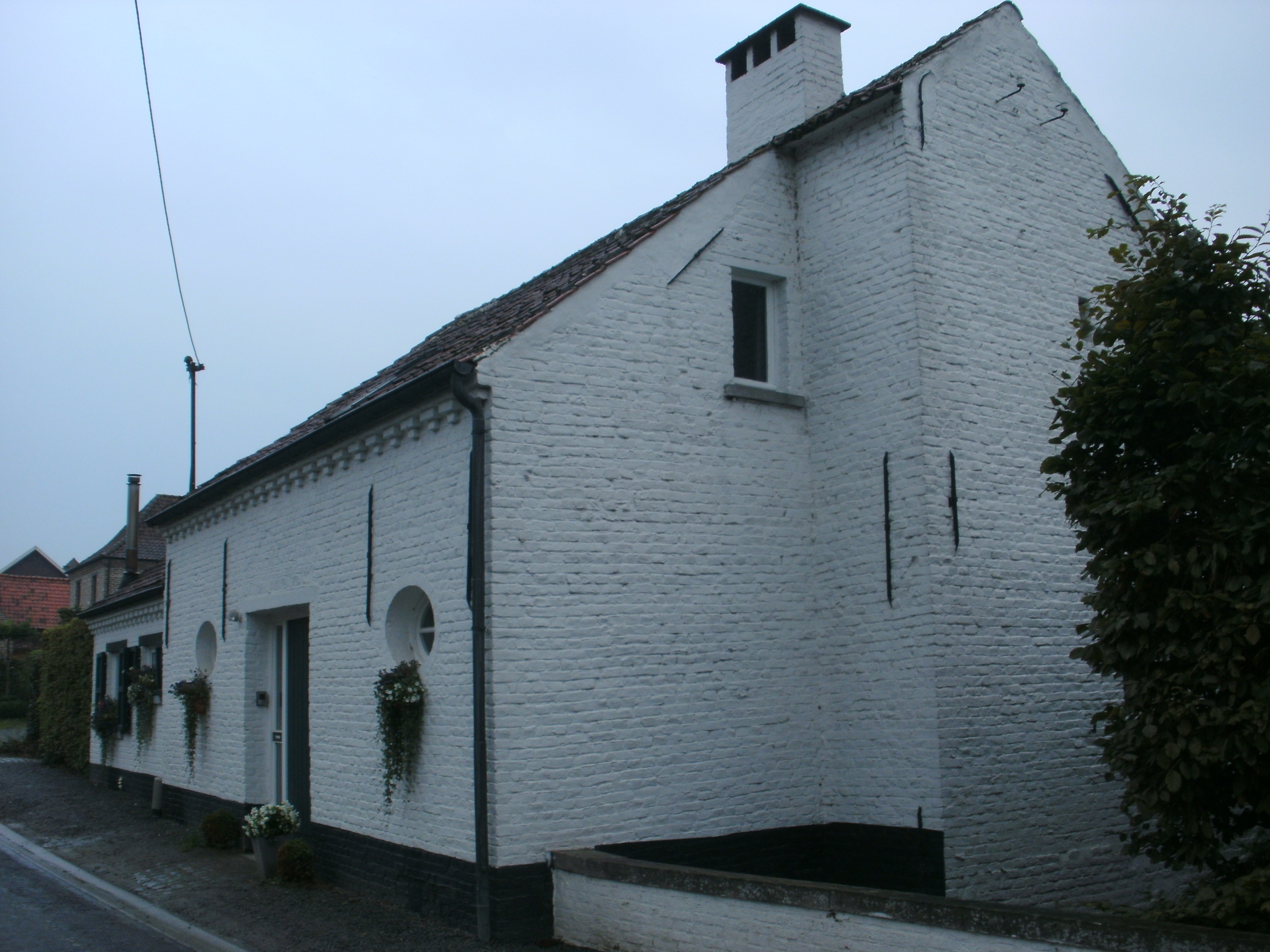
Zwingelmolen in Aaigem
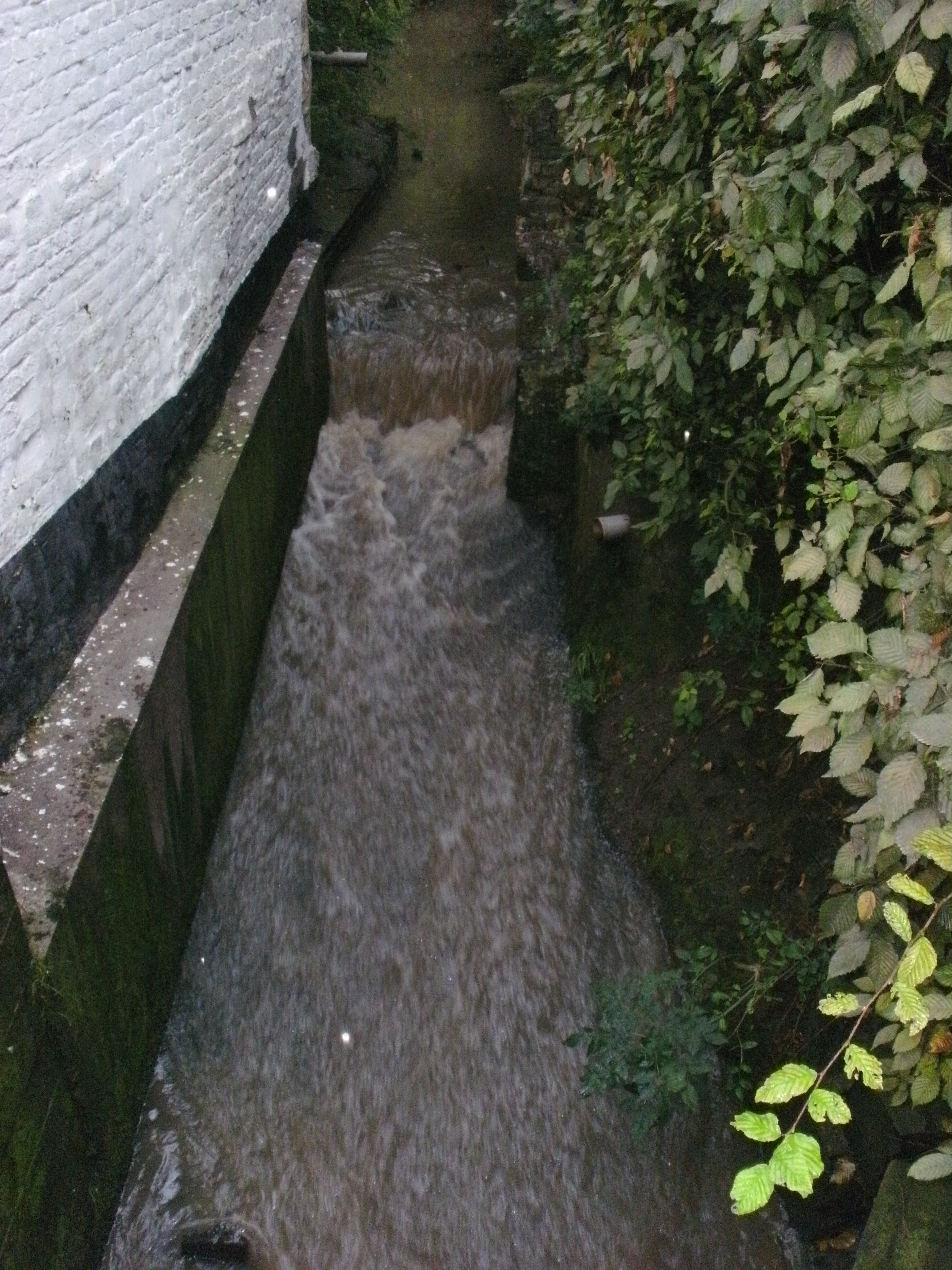
Ort wo das Wasserrad der Zwingelmolen in Aaigem war
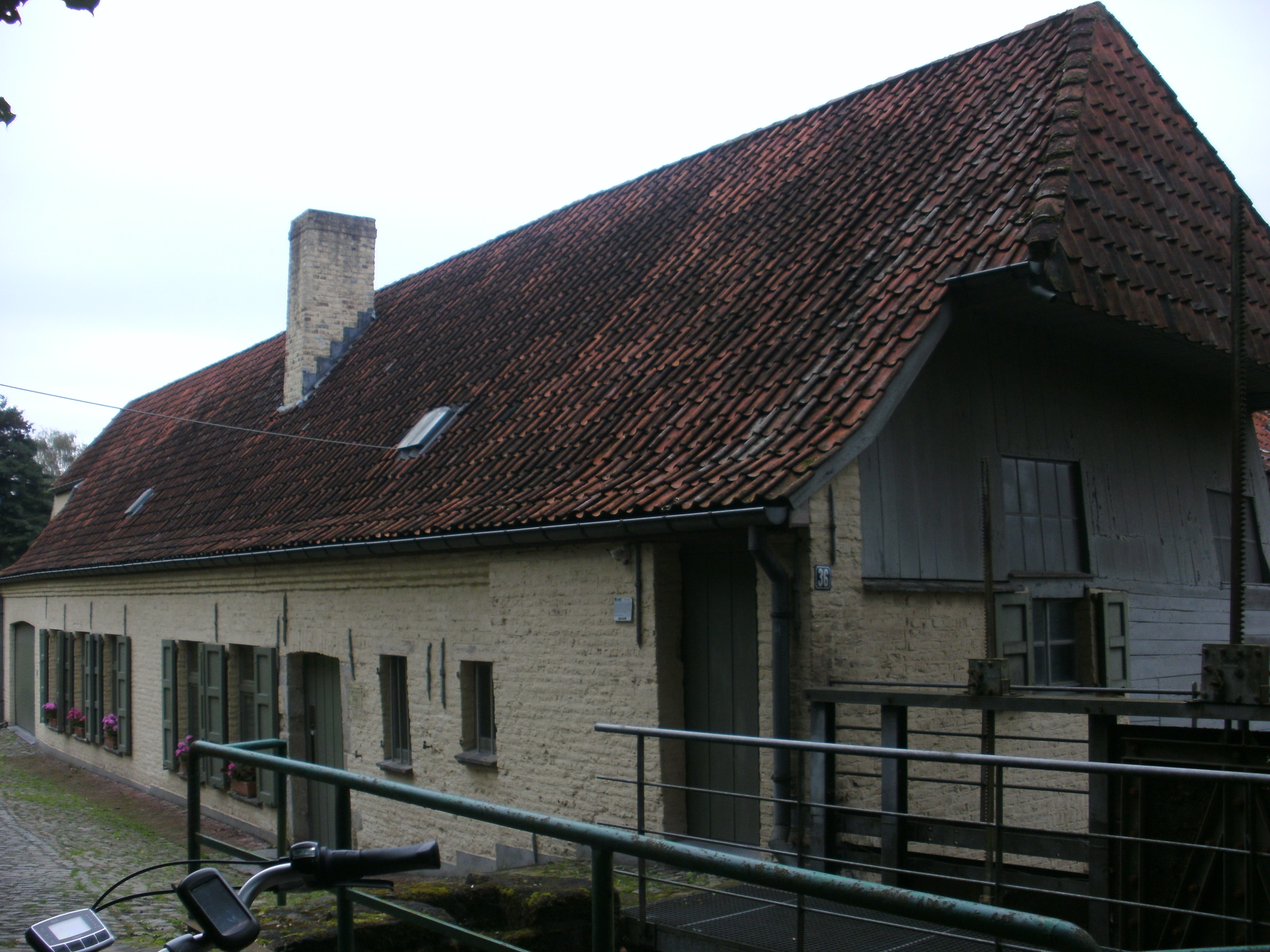
Vorderansicht der Cottemmolen in Erpe
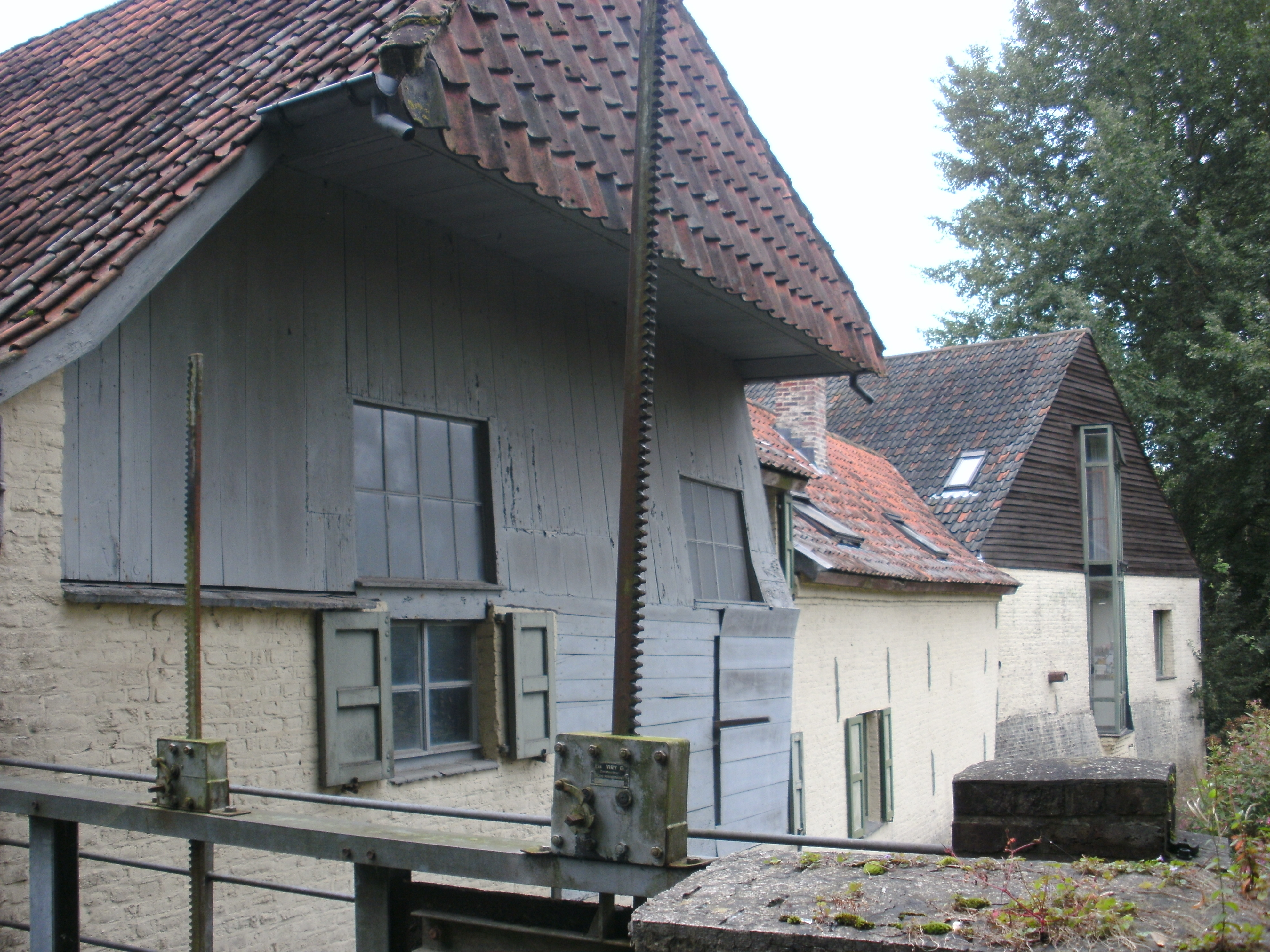
Seitenansicht der Cottemmolen in Erpe
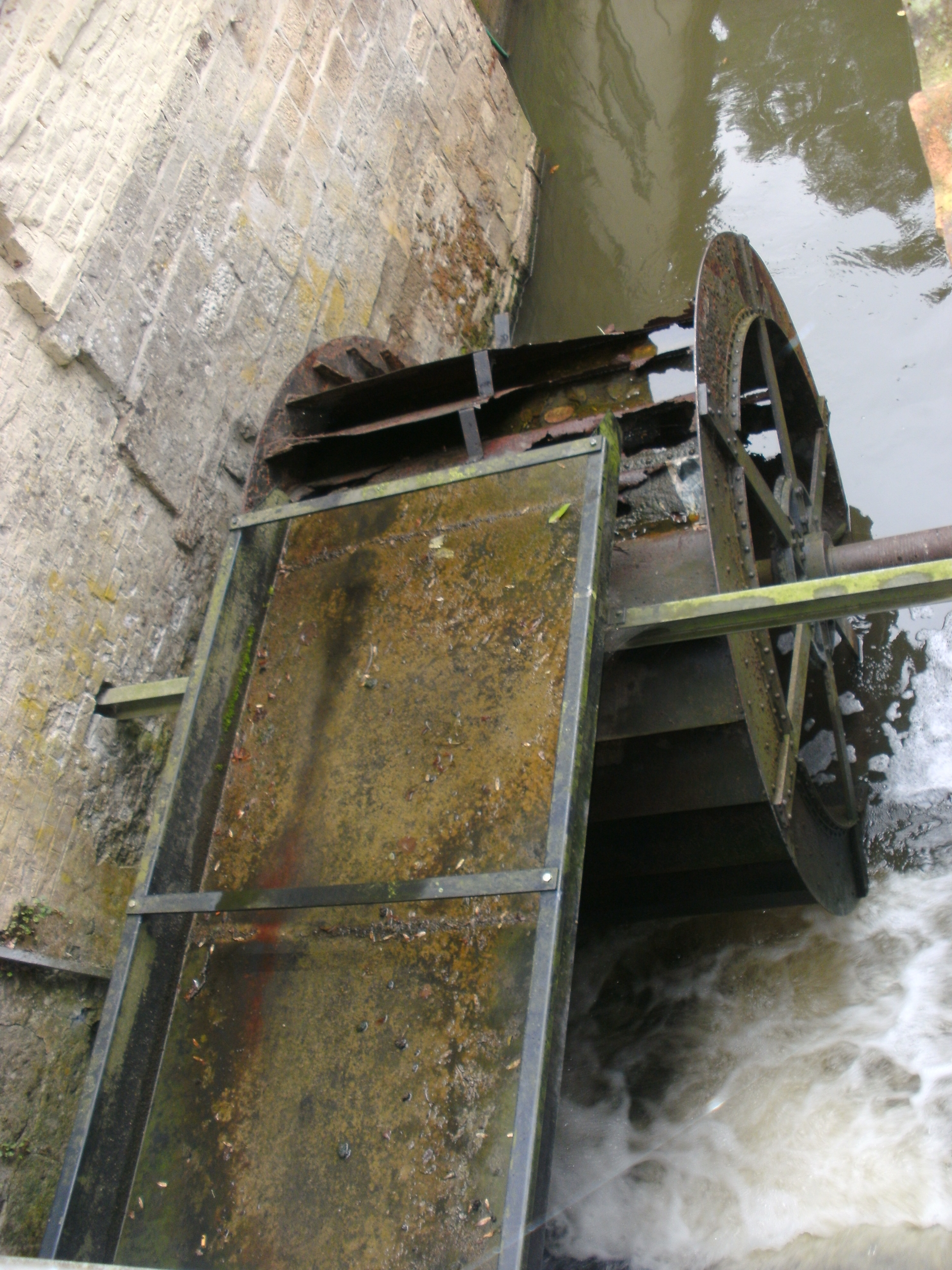
Wasserrad der Cottemmolen in Erpe
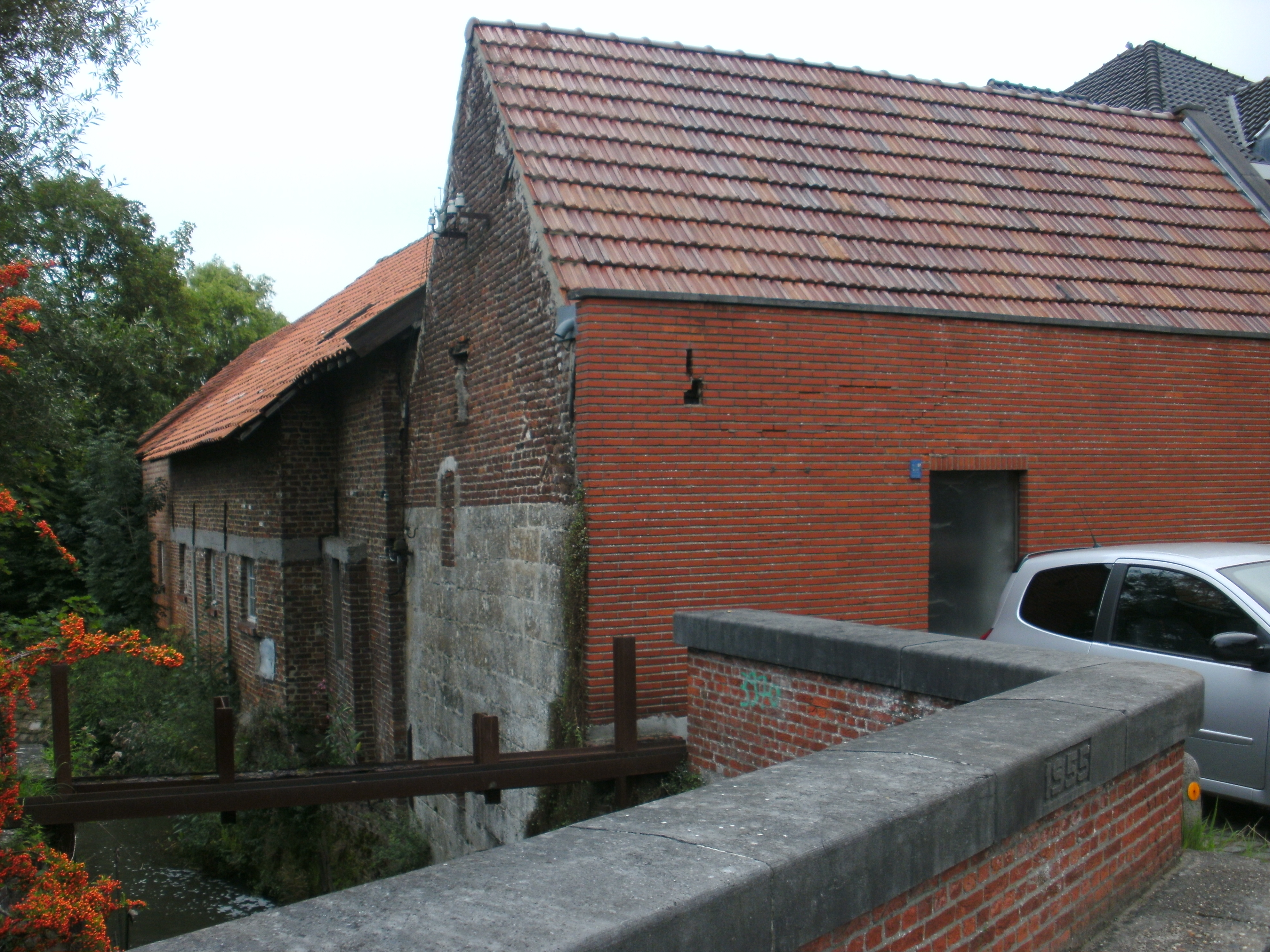
Van Der Biestmolen in Erpe
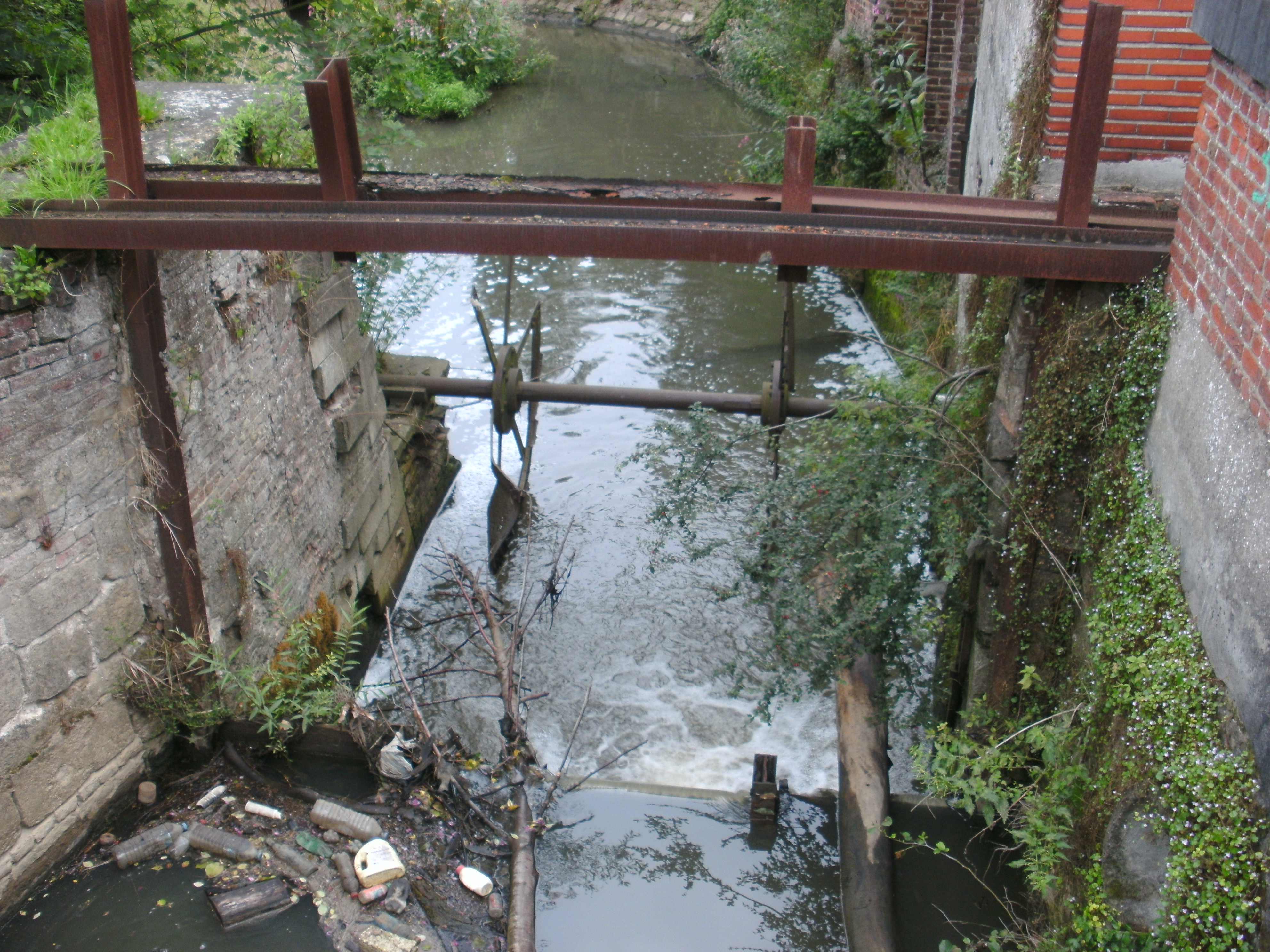
Wasserrad der Van Der Biestmolen in Erpe
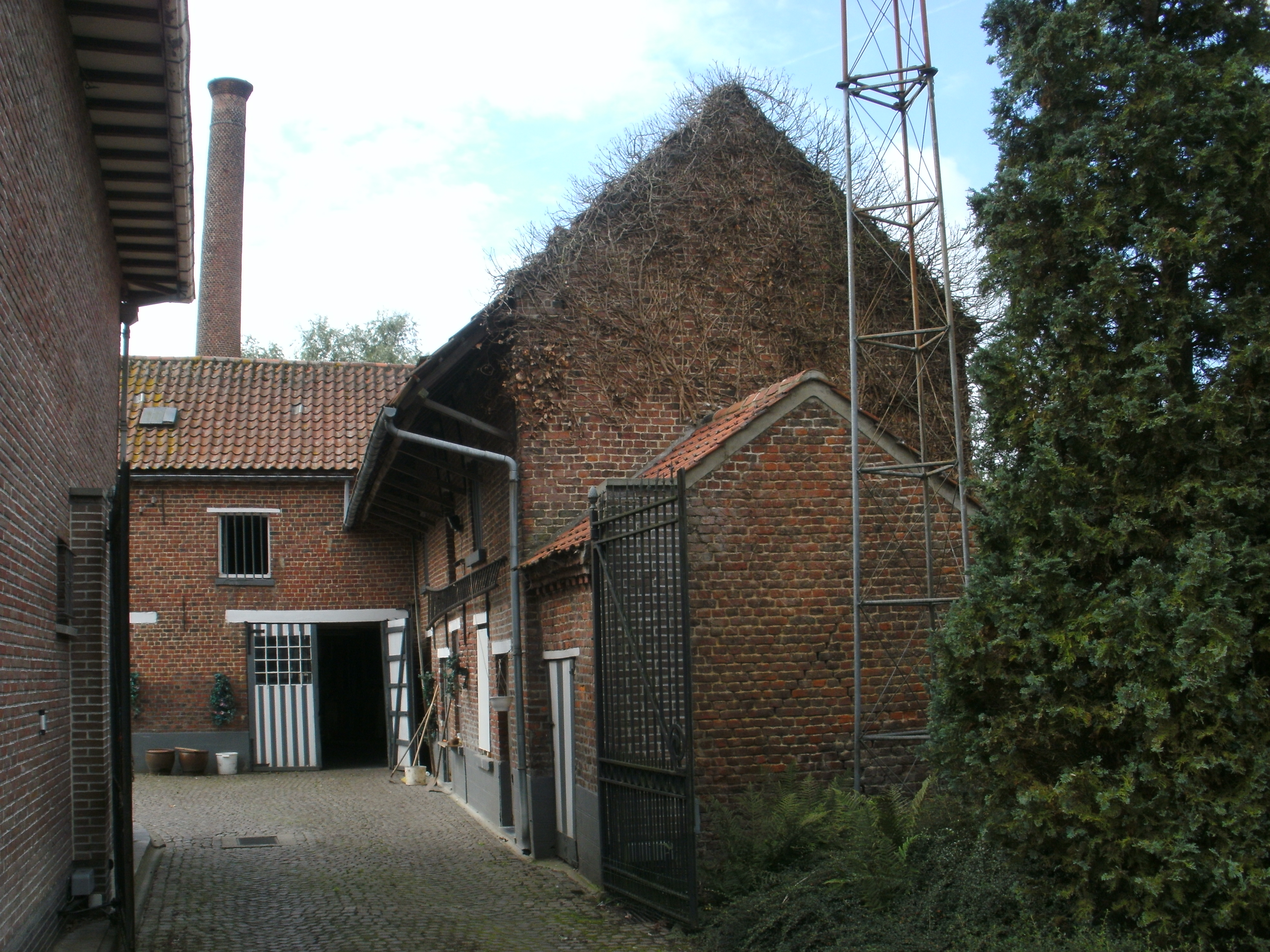
Vorderansicht der De Graevesmolen in Mere
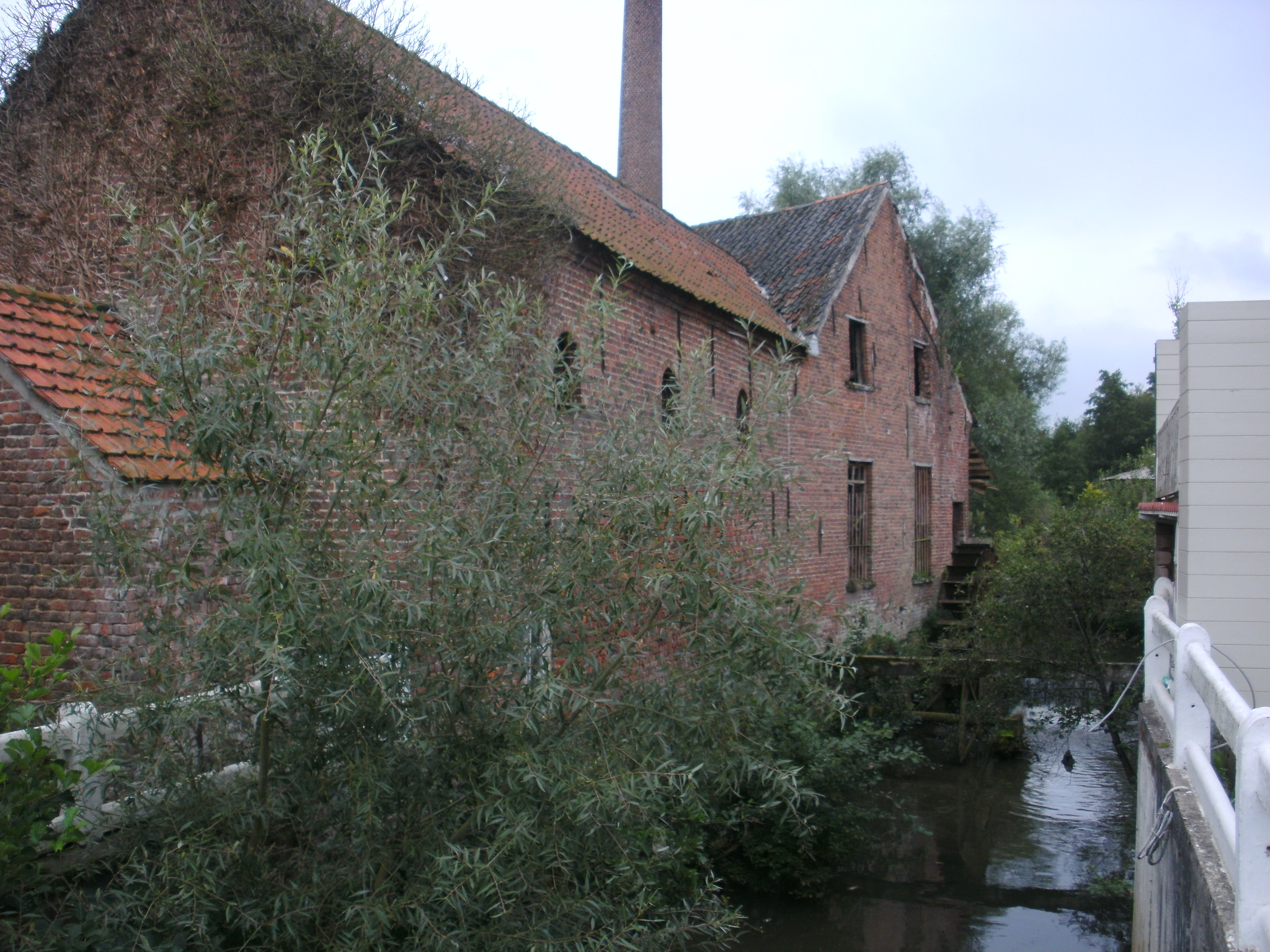
Seitenansicht der De Graevesmolen in Mere
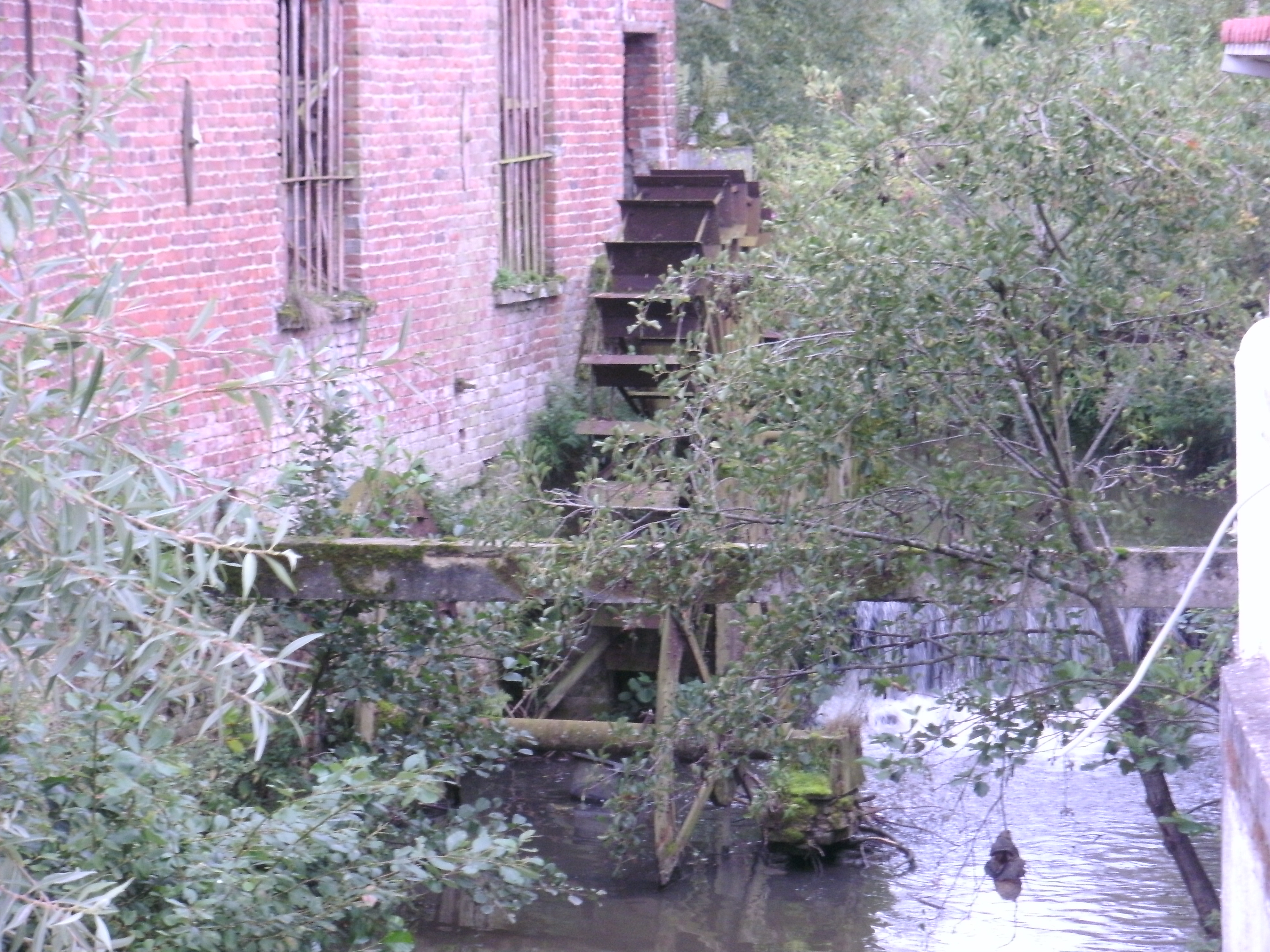
Wasserrad der De Graevesmolen in Mere
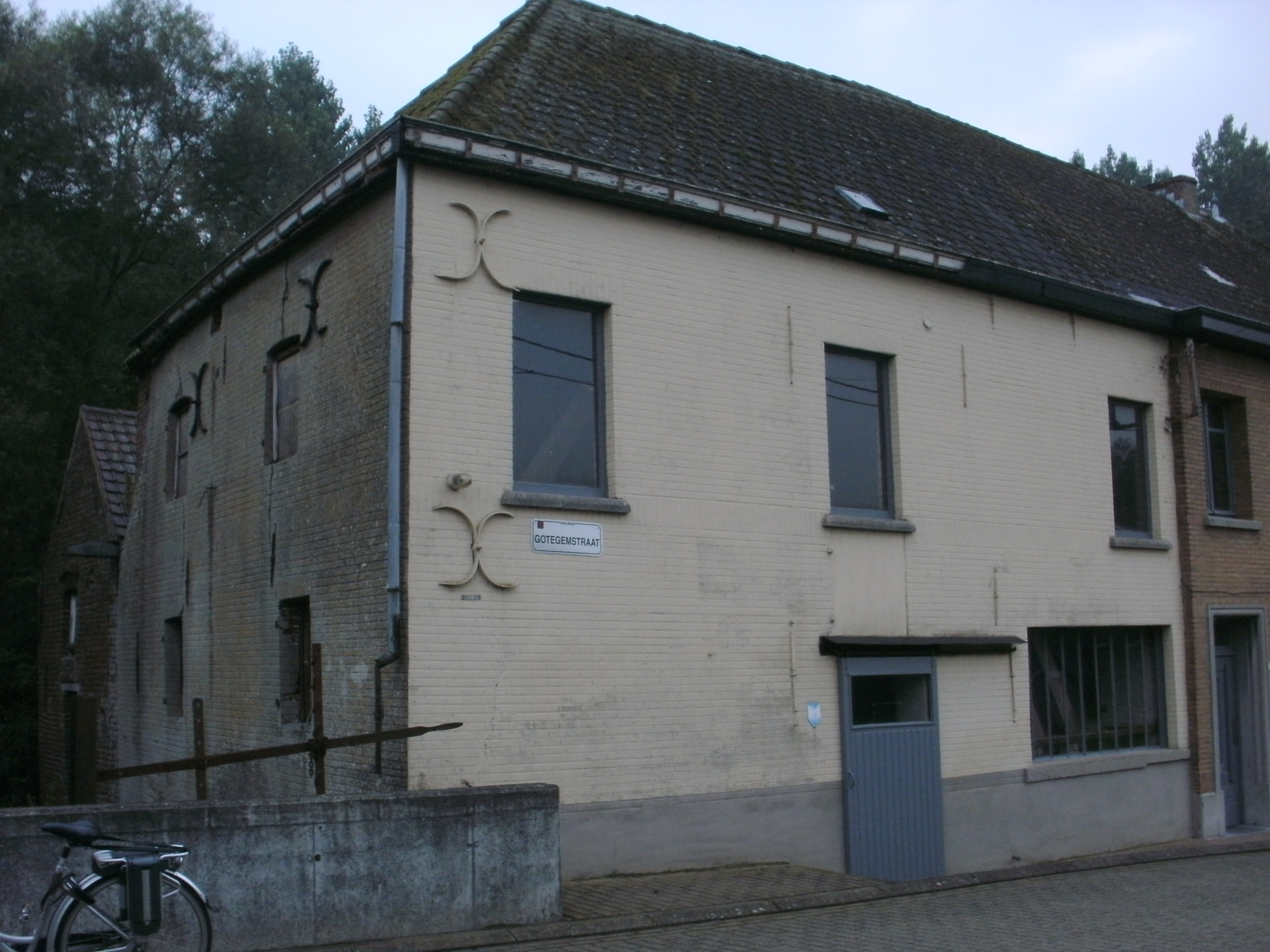
Gotegemmolen in Mere
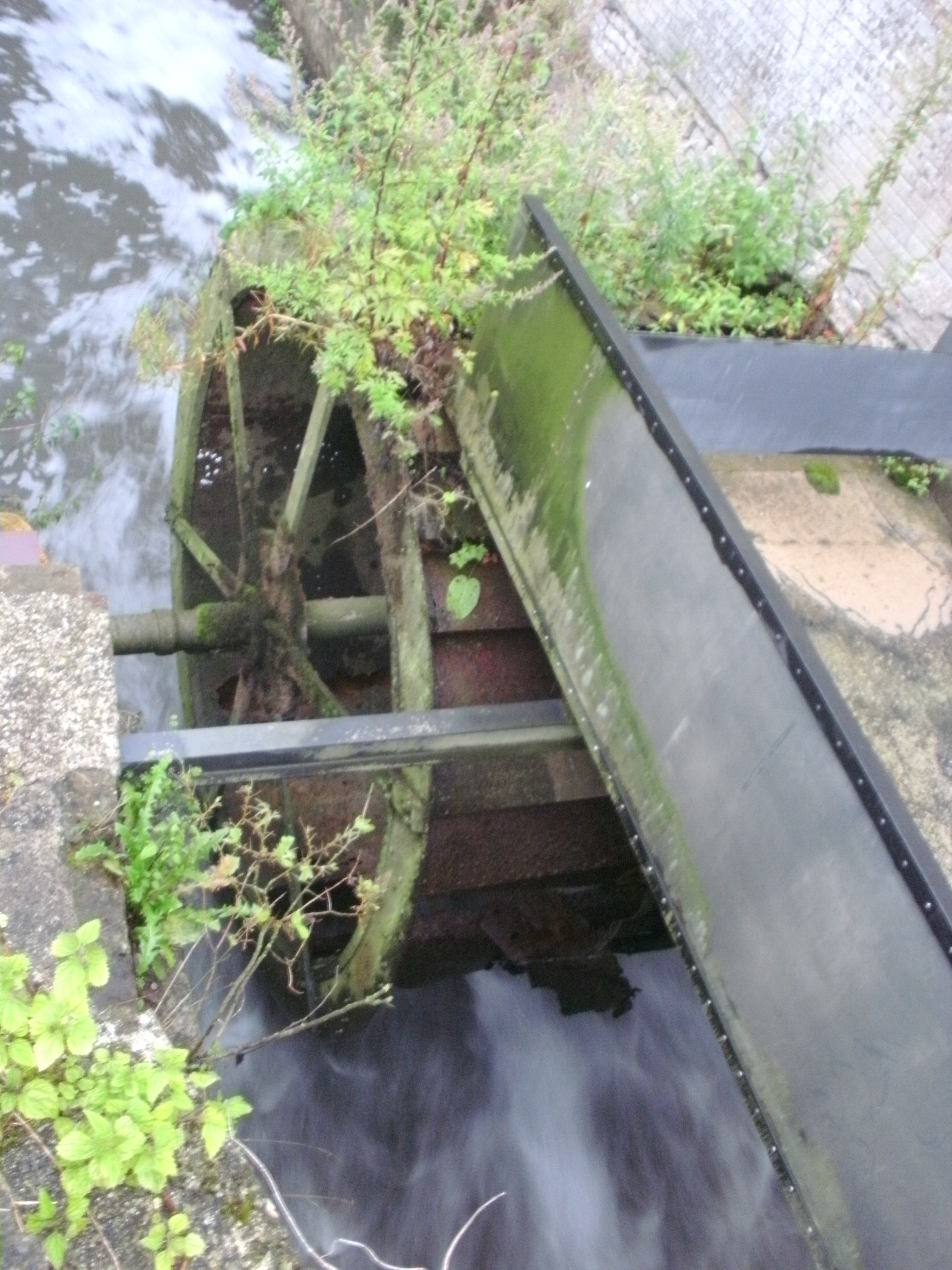
Wasserrad der Gotegemmolen in Mere
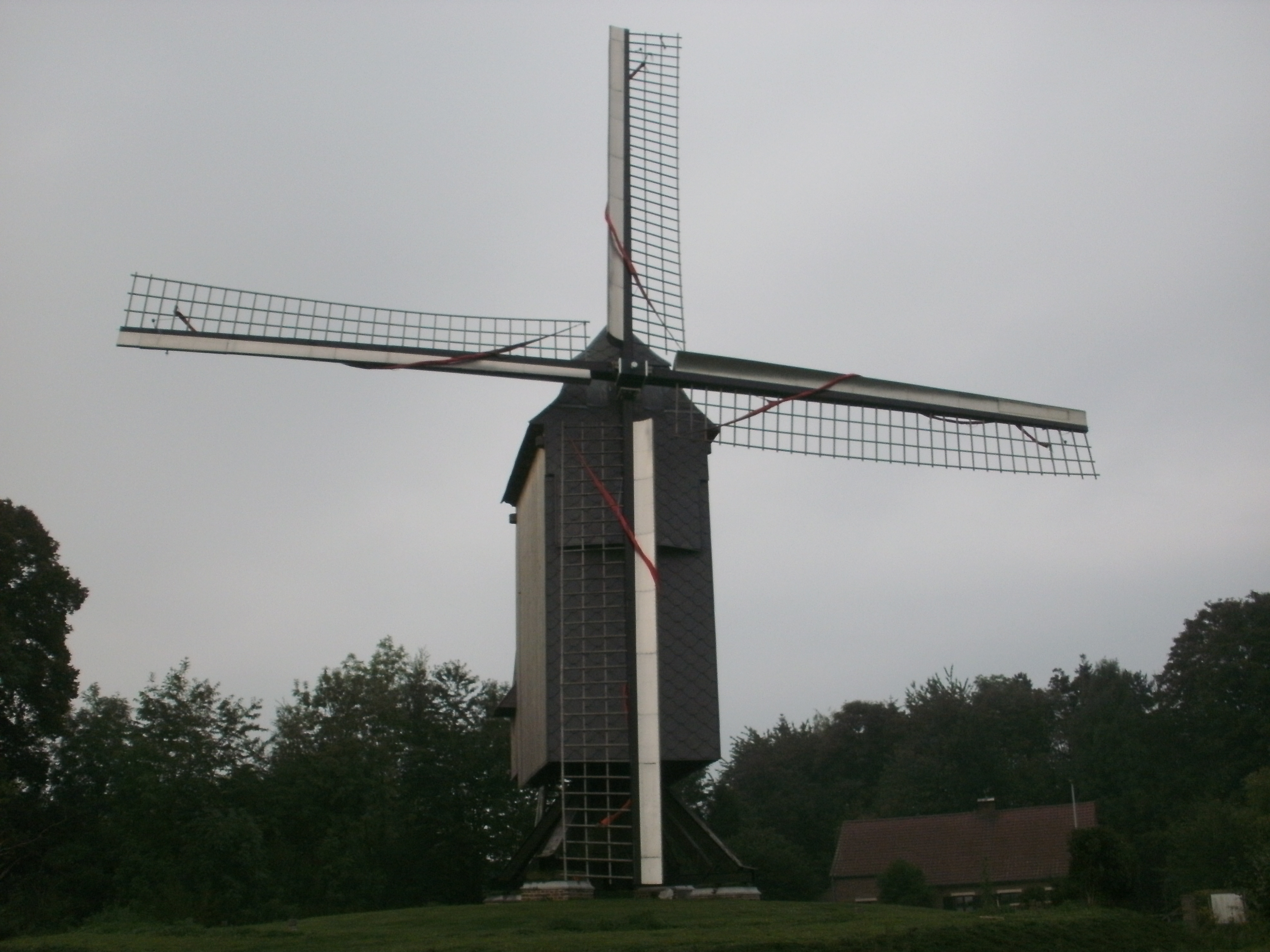
Kruiskoutermolen in Mere
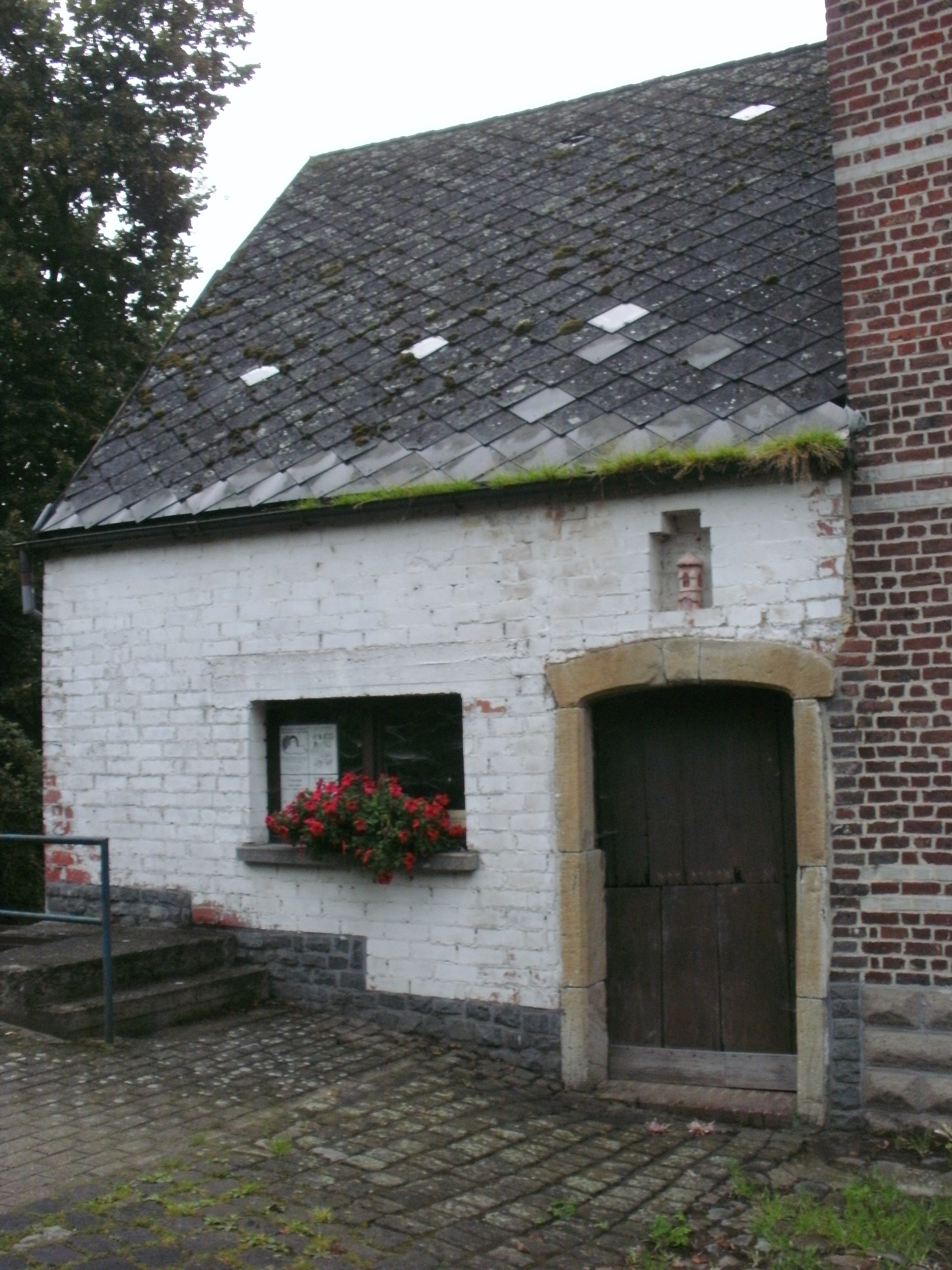
Molen te Broeck in Mere
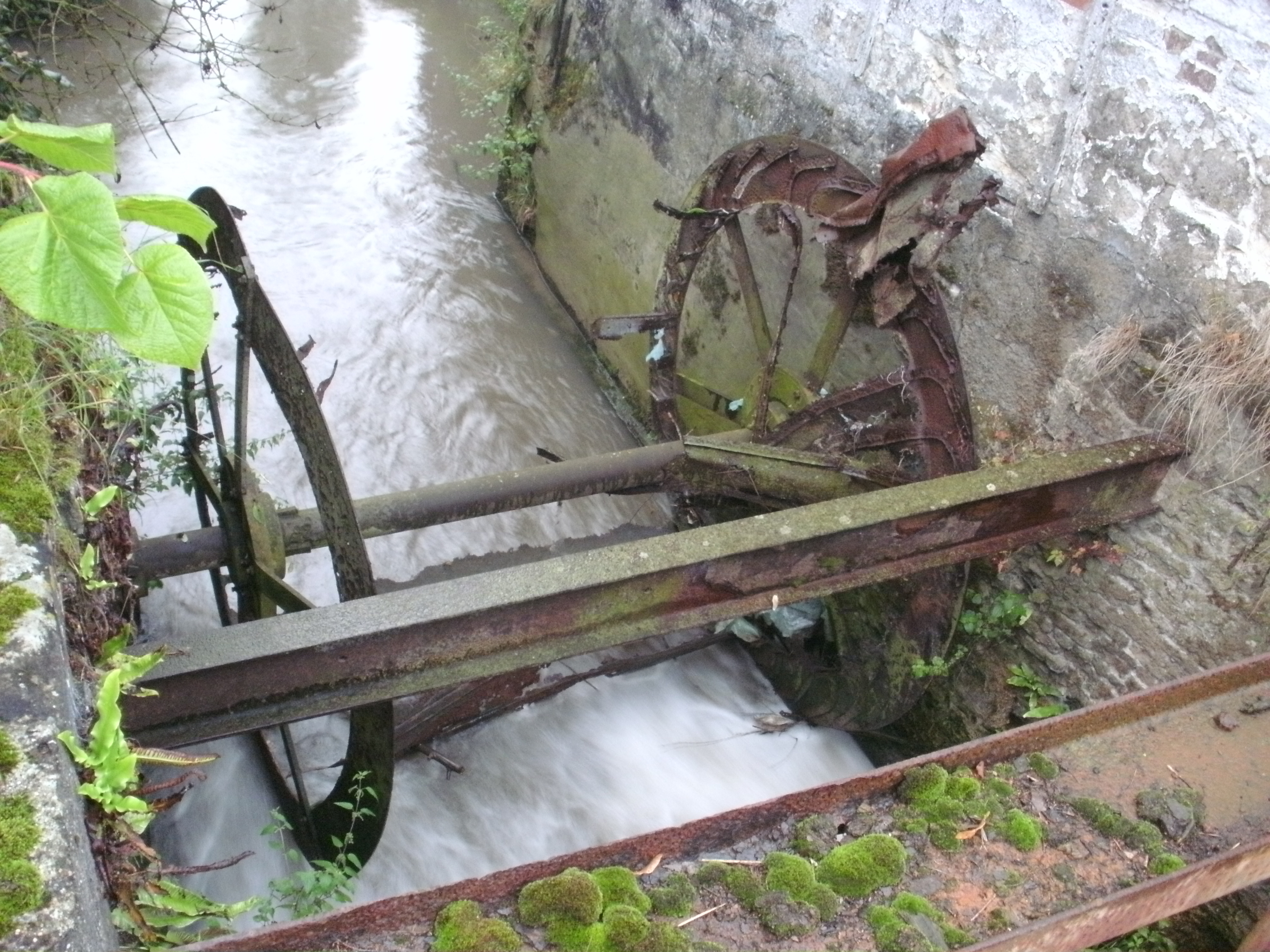
Wasserrad der Molen te Broeck in Mere
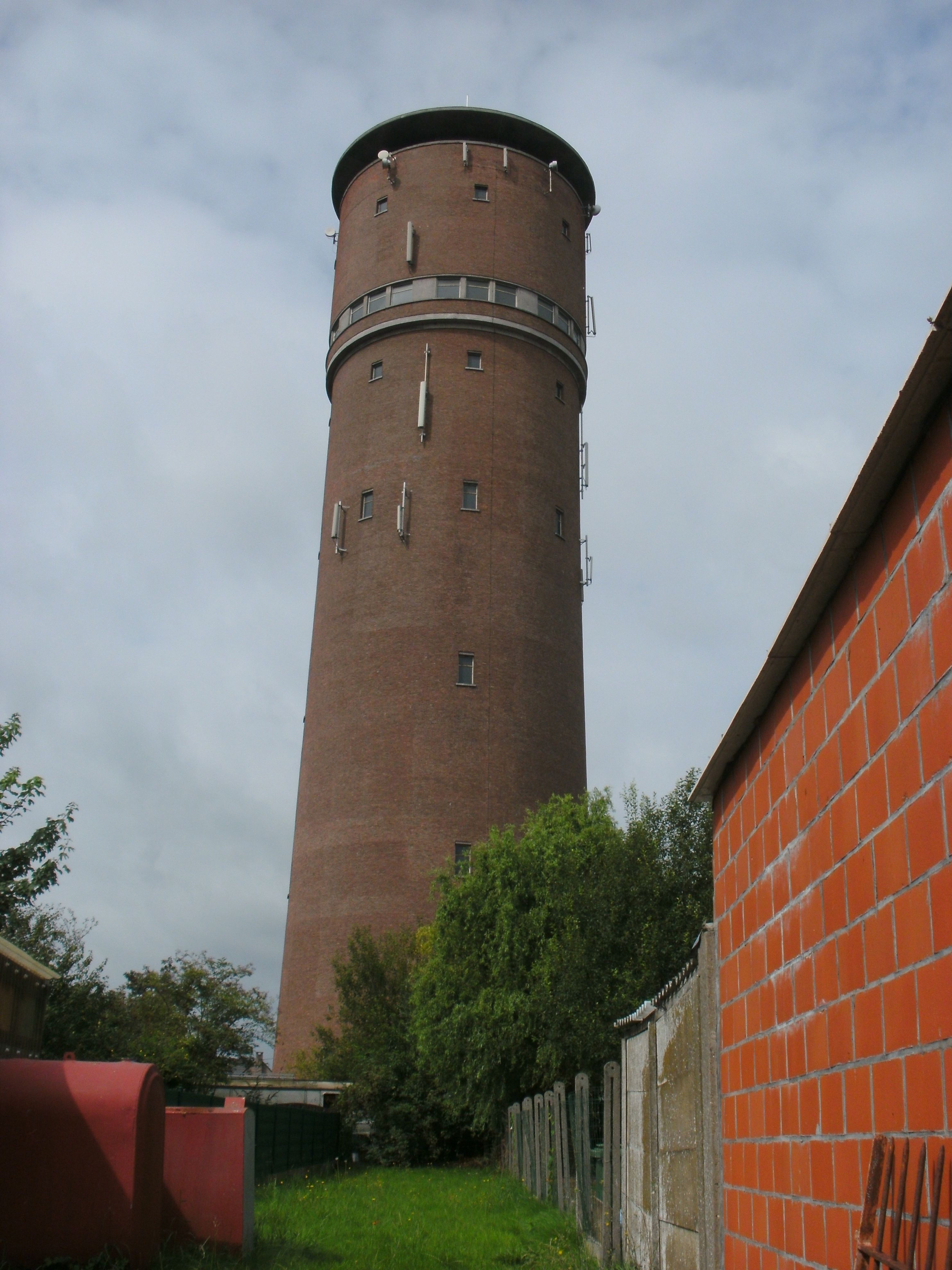
Wasserturm in Erpe